# 2671. specialni izvidniški bataljon (ZDA)
2671. specialni izvidniški bataljon (angleško 2671st Special Reconnaissance Battalion) je bil specialni izvidniški bataljon Kopenske vojske ZDA med drugo svetovno vojno.

## Zgodovina
Bataljon je bil ustanovljen 1. avgusta 1944 v Caserti pod okriljem 5. armade, nakar je bil takoj dodeljen Office of Strategic Services.
Pripadniki enote so bili izbrani iz pripadnikov Kopenske vojske ZDA, ki so izhajali iz Evrope oz. govorili jezike Balkana, Italije oz. Francije.
Bataljon je bil razpuščen 1. oktobra 1945 v Avstriji.

## Organizacija
- Četa A (Italija)
- Četa B (Francija)
- Četa C (Balkan)